# Гай Азиний Гал
Гай Азиний Гал (на латински: Gaius Asinius Gallus; * 41 г. пр.н.е.; † 33 г.) е римски политик по времето на императорите Август и Тиберий.

## Биография
Той е син на историка Гай Азиний Полион и произлиза от плебейската фамилия Азинии, клон Гал.
През 17 г. пр.н.е. Гал е в колегията на жреците Квиндецимвири и през 15 г. предлага допитване на Сибилските книги, заради наводнението в Рим. През 8 г. пр.н.е. става консул с Гай Марций Цензорин. През 6/5 пр.н.е. той е проконсул на провинция Азия и през 1 г. е управител на Близка Испания. Гал е от водещите сенатори по времето на Август, но мразен от Тиберий.
Гай Азиний Гал е смятан за привърженик на командира на преторианската гвардия Сеян и през 30 г. Тиберий го арестува. Той е осъден за предателство на смърт и получава damnatio memoriae. Той не е убит, а затворен и след три години умира от глад.

## Фамилия
Гай се жени през 11 г. пр.н.е. за Випсания Агрипина, бивша съпруга на Тиберий, дъщеря на Марк Випсаний Агрипа и неговата първа съпруга Помпония Цецилия Атика. Те имат децата:
- Гай Азиний Полион, консул през 23 г., обвинен от Валерия Месалина в заговор и убит през 45 г.
- Марк Азиний Агрипа, консул през 25 г., умира през 26 г.
- Азиний Салонин, умира през 22 г.
- Сервий Азиний Целер, суфектконсул 38 г.,
- Азиний Гал, през 46 г. е изпратен в изгнание заради заговор против Клавдий.
- Гней Азиний